# Lois licinio-sextiennes
Droit romain et lois romaines
Les lois licinio-sextiennes (Leges Liciniae Sextiae) sont des lois romaines votées en 367 av. J.-C. et qui prennent effet l'année suivante, en 366 av. J.-C. Ces lois portent le nom de leurs deux auteurs, les tribuns de la plèbe Caius Licinius Stolon et Lucius Sextius Lateranus. Elles restaurent définitivement le consulat, avec obligatoirement un des deux magistrats suprêmes qui doit être plébéien, elles imposent une limitation des possessions de l'ager publicus, et elles comprennent sûrement quelques dispositions pour diminuer les charges pesant sur les débiteurs.

## Proposition des lois
En 376 av. J.-C., les deux législateurs Caius Licinius Stolon et Lucius Sextius Lateranus sont élus pour la première fois tribuns de la plèbe et proposent immédiatement une série de lois pour améliorer la situation de la plèbe à Rome, où domine la classe dirigeante des patriciens. Il s'agit de lois politiques, économiques et sociales, visant à partager le pouvoir suprême entre plébéiens et patriciens, à lutter contre l'accaparement par les patriciens des terres récemment annexées autour de Rome (ager publicus), et à soulager la plèbe qui est écrasée de dettes :
- Volet politique : rétablissement du consulat, avec obligatoirement un élu plébéien parmi les deux consuls ;
- Volet économique : interdiction d’occuper plus de 500 jugères sur l’ager publicus ;
- Volet social : déduction du capital des intérêts déjà payés et étalement du remboursements des dettes sur trois ans, ainsi que la suppression du nexum.

Tout le long des années 450 av. J.-C., des tribuns de la plèbe demandent la mise par écrit des droits des magistrats (Lex Terentilia) et l'accès au consulat pour les plébéiens, ainsi que de nombreuses autres revendications après les nombreuses insurrections de la plèbe écrasée de dettes. Les décemvirs sont nommés et ont les pleins pouvoirs pour régler la crise et rédigent la loi des Douze Tables, une première avancée pour la plèbe, suivie par le vote de la lex Valeria Horatiæ à la chute des décemvirs qui se sont maintenus illégalement au pouvoir. Cette loi renforce le pouvoir des tribuns de la plèbe. Pour éviter que les plébéiens puissent accéder au consulat, les patriciens créent de nouvelles charges : la censure, réservée au patriciat, et le tribunat militaire à pouvoir consulaire, accessible à tous. Depuis 444 av. J.-C., des consuls patriciens ou des tribuns militaires à pouvoir consulaire mixtes sont élus chaque année. Au début, les patriciens accaparent la nouvelle magistrature, mais petit à petit, en même temps que l'accès à la questure, vers la fin du Ve siècle av. J.-C. et au début du IVe siècle av. J.-C., les plébéiens sont de plus en plus nombreux à accéder au tribunat militaire à pouvoir consulaire, qui devient presque systématique, remplaçant le consulat.

## Blocage politique
Les tribuns de la plèbe sont au nombre de dix, et possèdent tous un droit de veto sur les décisions des autres magistrats, ainsi que celles des autres tribuns de la plèbe, sauf en temps de guerre ou contre un dictateur. Ainsi, les patriciens, contrôlant au moins un des dix tribuns, bloquent le vote de ces lois par l'intermédiaire d'un veto d'un des tribuns à leur solde.
Les deux tribuns de la plèbe Caius Licinius Stolon et Lucius Sextius Lateranus usent à leur tour de leur droit de veto et bloquent toutes les élections excepté celles des tribuns. Ils sont réélus année après année, mais les patriciens contrôlent systématiquement un de leurs collègues, et le blocage politique persiste, à tel point que, selon Tite-Live, il n'y eut aucun magistrat élu durant cinq années (de 375 à 371 av. J.-C.).
En 370 av. J.-C., une guerre extérieure débloque provisoirement la situation, le droit de veto n'étant plus, six tribuns militaires à pouvoir consulaire sont élus pour mener les armées, mais la situation reste bloquée à Rome. Des magistrats sont à nouveau élus, mais les deux tribuns Caius Licinius Stolon et Lucius Sextius Lateranus sont toujours réélus.
En 368 av. J.-C., ils finissent par passer outre au droit de veto de leurs collègues et réunissent les comices tributes pour le vote de leurs lois. Les patriciens réagissent à ce coup de force en nommant Camille dictateur, qui est farouchement opposé à la réforme, et très populaire après avoir sauvé Rome des Gaulois de Brennus en 390 av. J.-C. Il démissionne peu après pour d'obscures raisons, et un autre dictateur est nommé, Publius Manlius Capitolinus, qui prend comme maître de cavalerie Caius Licinius Stolon, pour apaiser les esprits, qui est le premier plébéien à accéder à cette charge.

## Vote des lois
En 367 av. J.-C., après dix mandats de tribun de la plèbe, Caius Licinius Stolon et Lucius Sextius Lateranus soumettent enfin leurs lois aux comices tributes. Ils les réunissent en une seule pour faciliter leurs votes, notamment pour faire voter l'obligation qu'il y ait un consul plébéien, grâce aux deux autres propositions, social et économique, qui ont le soutien des votants. Les trois lois, unies en une seule pour le vote, sont approuvés par les comices tributes malgré l'opposition de Camille, de nouveau dictateur.

## Premiersconsulsplébéiens
Dès 366 av. J.-C., par application de la nouvelle lois, un plébéien atteint pour la première fois la dernière marche du Cursus honorum : le consulat, il s'agit de Lucius Sextius Lateranus. Caius Licinius Stolon deviendra consul par deux fois quelques années plus tard, en 364 et 361 av. J.-C.

### Remarque
Au lendemain de la chute de la royauté, de 509 av. J.-C. jusqu'aux décemvirs, on connaît des noms de consuls plébéiens, surtout durant les premières années, dont notamment Spurius Cassius Vecellinus, consul trois fois en 502, 493 et 485 av. J.-C. Les patriciens auraient ensuite monopolisé le consulat. Cette présentation des faits par la tradition annalistique est sujette à caution. 

## Sources